# ألبير رو
ألبير رو (بالفرنسية: Albert Roux) هو طاهي فرنسي، ولد في 8 أكتوبر 1935 في سيمور أون بريونيه ‏ في فرنسا.

## وصلات خارجية
- الموقع الرسمي
- ألبير رو على موقع IMDb (الإنجليزية)